# Clermont (Florida)
Clermont è un comune degli Stati Uniti d'America, nella Contea di Lake, nello Stato della Florida.
Secondo una stima del 2006 la popolazione di Clermont era di 11 982 abitanti, che la rendono la città più grande della contea.